# Minute
Die Minute (oder Zeitminute), von lateinisch minuere ‚verkleinern, mindern‘ (vgl. Minus) ist eine Zeiteinheit. Sie zählt 60 Sekunden und ist dabei selbst der 60ste Teil einer Stunde. Sie hat ihren Ursprung im babylonischen Sexagesimalsystem, in dem Brüche als 60stel und 3600stel entwickelt wurden. Lateinisch pars minuta prima bezeichnet hier ‚den ersten verminderten Teil‘ einer durch 60 teilbaren Größe. Daraus entwickelte sich durch Verselbständigung mittellateinisch minuta. Der 3600ste Teil (ein 60stel eines 60stels) wurde als pars minuta secunda (‚zweiter verminderter Teil‘) bezeichnet, woraus sich die Sekunde ableitet.
Das Einheitenzeichen der Minute ist min. Früher waren auch Min und Min. gebräuchlich. Die Minute gehört zwar nicht zum Internationalen Einheitensystem (SI), ist zum Gebrauch mit dem SI aber zugelassen. In der EU und der Schweiz ist sie eine gesetzliche Maßeinheit.
Mit der Minute können Zeitspannen und Zeitpunkte angegeben werden. Für Zeitspannen – vor allem im Sport – wird zum Beispiel die Schreibweise 5:33,4 min (für 5 Minuten und 33,4 Sekunden) verwendet oder 1:05:33 h (für 1 Stunde und 5 Minuten und 33 Sekunden). Für Zeitpunkte waren auch Schreibweisen wie diese gebräuchlich: 20h 15m 10s (für 20 Uhr 15 Minuten und 10 Sekunden). 
Wenn eine Schaltsekunde eingefügt wird, kann eine Kalenderminute auch 61 Sekunden haben.

## Etymologie
Ausgehend von der Stunde (lat. hora) war die Minute eine „verminderte Stunde“ (lat. hora minuta) und eine Sekunde war eine „zum zweiten Male verminderte Stunde“ (lat. hora minuta secunda).

## Sonderfall: Minuten im Arbeitsstudium

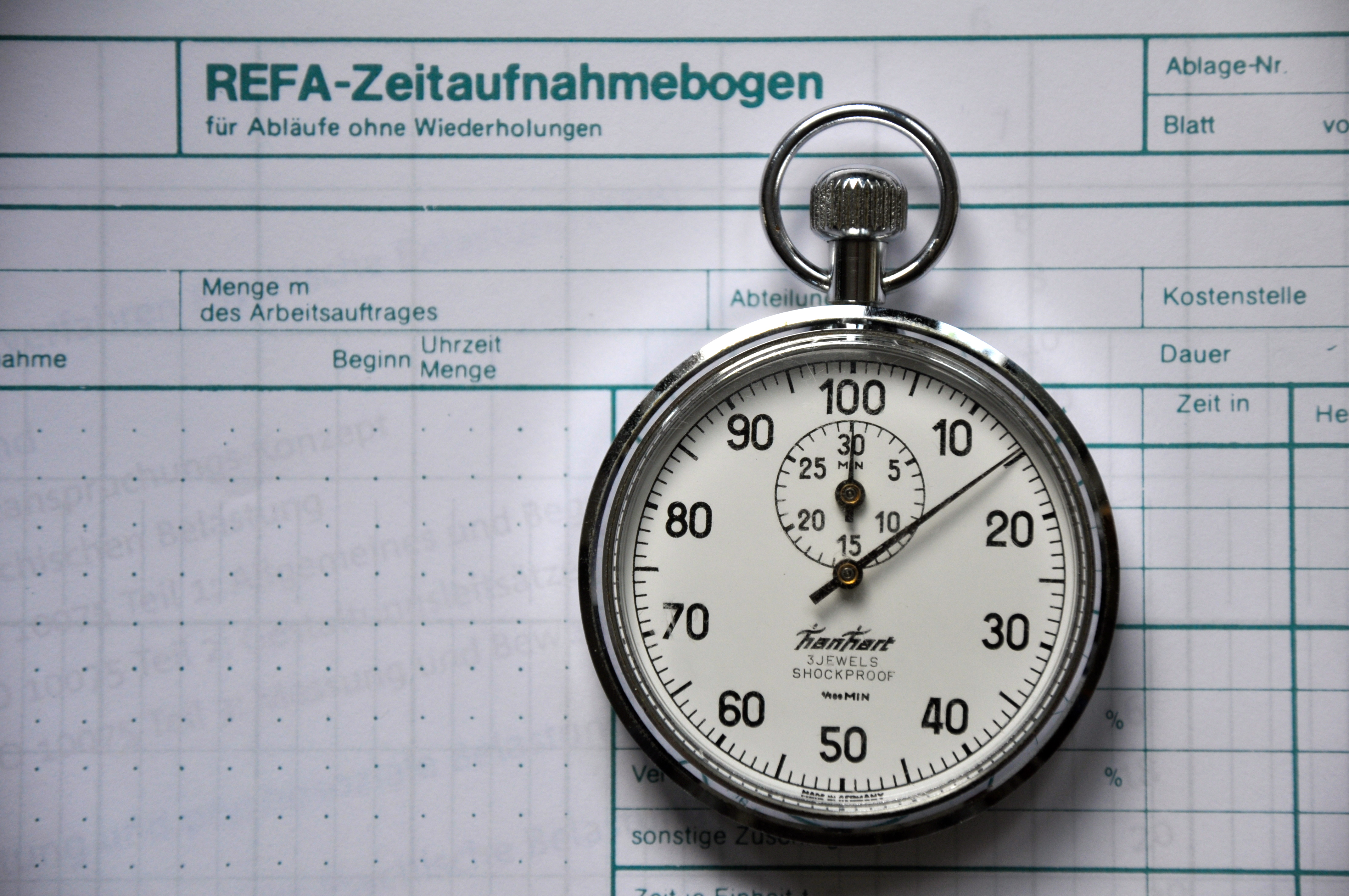
Mechanische „REFA-Stoppuhr“ in HM-Teilung

Im Arbeitsstudium wird die Zeit für eine Arbeitstätigkeit zumeist in Minuten erfasst. Anders als üblich wird aber nicht in Sekunden, sondern in Hundertstelminuten (HM) geteilt. Es gilt
{\displaystyle \mathrm {1\ min=100\ HM} }
Diese von der Norm abweichende Methode wurde eingeführt, um Rechnungen bei Additionen, Subtraktionen etc. zu vereinfachen, da HM ohne Übertrag mit den im Dezimalsystem üblichen Methoden berechnet werden können.
Wo sich das REFA-Verfahren nicht durchgesetzt hat, wird manchmal auch die sogenannte „Industrieminute“ verwendet. Hier wird die Stunde in 100 Industrieminuten gegliedert.
{\displaystyle \mathrm {1\ h=100\ Industrieminuten} }
{\displaystyle \mathrm {1\ Industrieminute=36\ s} }
Betriebsstundenzähler mit elektromechanischen Zählwerken an Baumaschinen oder Flugzeugmotoren zählen die Betriebsdauer eines regelmäßig zu wartenden Verbrennungsmotor-Blocks in Blockstunden. Diese wird durch Zählräder mit je 10 Ziffern oder Skalenteilung von 0 bis 9 dezimal meist in 10 Zehntelstunden geteilt, die umgangssprachlich als 100 „Blockminuten“ interpretiert werden. Eine solche Blockminute dauert 1/100 Stunde = 36 Sekunden, genau so lange, wie eine Industrieminute.
{\displaystyle \mathrm {1\ h=1\ Blockstunde=100\ Blockminuten=100\ Industrieminuten} }